# Misery is a Butterfly
Pour les articles homonymes, voir Butterfly.
Misery Is a Butterfly est le sixième album studio de Blonde Redhead, sorti le 23 mars 2004. C'est le premier album du groupe publié par le label 4AD. La chanson Elephant Woman a été reprise en 2005 sur la bande originale du film Hard Candy et le morceau Doll Is Mine est utilisé dans le court-métrage Cindy: The Doll Is Mine de Bertrand Bonello.

## Titres
1. Elephant Woman
2. Messenger
3. Melody
4. Doll Is Mine
5. Misery Is a Butterfly
6. Falling Man
7. Anticipation
8. Maddening Cloud
9. Magic Mountain
10. Pink Love
11. Equus

## Crédits
- Enregistré à Longview Farm Studios, The Magic Shop et Sterling Sound du 16 mars 2003 au 3 mai 2003
- Label : 4AD
- Producteur : Guy Picciotto
- Tous les titres ont été écrits et joués par Blonde Redhead
- Production additionnelle par Ryan Hadlock
- Ingénieurs du son : Chris Evans, John Goodmanson et Juan Garcia
- Masterisé par Greg Calbi
- Basses jouées par Skuli Sverrisson
- Cordes jouées par Eyvind Kang et Jane Scarpantoni
- Arrangements cordes composés par Eyvind Kang et Blonde Redhead
- Violons et altos gracieusement prêtés par Viseltear et Young Violins